# Juraj Tvrdý
Juraj Tvrdý (Žilina, 5 luglio 1780 – Nitra, 23 novembre 1863) è stato un presbitero e patriota slovacco, promotore della letteratura slovacca. Appartenne alla giovane generazione dei seguaci di Anton Bernolák.

## Biografia
Era figlio di Juraj Tvrdý e di sua moglia Anna, nata Rajčáni. Frequentò le scuole elementari di Žilina e proseguì gli studi al ginnasio della stessa città. Nel settembre del 1797 entrò nel seminario della diocesi di Nitra, dove fu uno degli studenti di spicco, tanto che il vescovo František Xaver Fuchs lo nominò suo cerimoniere il 1º settembre 1802, mentre era ancora seminarista. Fu ordinato presbitero il 10 luglio 1803, e fino all'8 ottobre 1804 rimase in carica come cerimoniere.
Nel 1804 la diocesi di Eger fu elevata a sede arcivescovile metropolitana e al vescovo Fuchs fu affidato l'incarico di vicario di Eger. Decise di portare con sé Juraj Tvrdý. Ma l'attaccamento alla patria di Juraj Tvrdý fu più forte della gratitudine per il suo vescovo. Dopo un breve periodo decise di tornare a Nitra. Dopo il ritorno da Eger fu nominato subamministratore della diocesi di Nitra e rimase in carica fino all'8 dicembre 1805, quando per via delle guerre napoleoniche il suo incarico fu abolito. Quindi fu inviato a Drietoma come cappellano nella parrocchia di suo cugino, che era parroco temporaneo. Dall'8 novembre 1806 al 19 aprile 1808 fu parroco a Visolaje come parroco; a partire dal 1808 fu parroco a Púchov. Fino al 1859, quando divenne canonico del capitolo di Nitra, ebbe vari incarichi ecclesiastici, fra cui, nel 1832 quello di rettore del seminario.
Fu cofondatore della Matica slovenská e con grande sforzo ottenne l'approvazione dell'alta gerarchia ecclesiastica per la fondazione della Società di Sant'Adalberto. Saint Vojtech.
Fu sepolto al castello di Nitra il 25 novembre 1865. Una sua lapide commemorativa si trova nell'edificio della Casa cattolica in via Hurbana a Žilina.